# Анджолини, Фортуната
Фортуната Анджолини (Фортуната Конти-Анджолини, 1776 — 1817) — артистка балета и педагог, представительница итальянской школы виртуозного танца, одна из первых танцовщиц в истории балета, освоившая танец на пуантах.

## Биография
Происхождение балерины точно не известно. Скорее всего, она была дочерью балетмейстера Пьетро Анджолини — племянника (сына?) Гаспаро Анджолини и состояла в каком-то родстве с балериной следующего поколения династии Анджолини — Джузеппиной Анджолини, женой балетмейстера Кортези.
Танцовщица итальянской школы, Фортуната была знаменита своим виртуозным танцем. Скорее всего, она следовала моде конца XVIII — начала XIX века и, стараясь не отступать от знаменитых танцовщиков своего времени, вовсю «прыгала, вертелась и пируэтировала». Одной из первых она поднялась в танце с полупальцев на пальцы.
Её карьера была свидетельством разрыва между элегантным «благородным» танцем и сложившейся сценической практикой:190, когда яркая актёрская выразительность итальянской хореодрамы и изящная изысканность французской школы отступили перед до блеска отточенным танцевальным движением и виртуозным трюком, ставшим самоцелью балетного мастерства.
Выступала в театрах различных европейских стран, в том числе и в Италии (предположение Красовской о том, что Фортуната не танцевала на  родине:190, является ошибочным). В сезоне 1805 года выступала в Больнье, в 1806—1807 — в миланской Ла Скала.
Некоторое время вместе со своим партнёром Арманом Вестрисом выступала в лиссабонском театре Сан-Карлуш, главным балетмейстером которого был её отец (?) Пьетро Анджолини. По-видимому, они были настоящими любимицами публики, так как театр был готов закрыться из-за отъезда своих главных артистов в Великобританию — танцовщики были приглашены в Лондон и в разгар наполеоновских войн следовали туда окольными путями, через Лиссабон.
Начиная с конца 1808 года Анджолини и Вестрис несколько следующих сезонов составляли звёздную пару лондонского Королевского театра, расположенного тогда в Хеймаркете. Известно, что артисты не только танцевали в Лондоне, но и передавали свои знания другим:57. Возможно также, что сама Фортуната была не только партнёршей, но и ученицей Вестриса, занимаясь под его руководством.
В Лондоне эта балетная пара поначалу блистала в различных испанских танцах, которые они не преминули выучить по пути в Великобританию. Они сразу прославились своим исполнением болеро: «То, что они изучили испанский танц из первых рук было скоро успешно доказано, когда они исполнили болеро в „Дон Кихоте“ Д'Эгвиля» — писал историк балета А. Гест:56.
После 1811 года Фортуната танцевала в постановках нового балетмейстера театра Шарля Дидло, прибывшего в Лондон из Петербурга. Возможно, что именно у неё Дидло подсмотрел приёмы новой пальцевой техники и затем, при работе над парижской постановкой балета «Зефир и Флора» (1815), передал их балерине Женевьеве Гослен.
Наравне с певицей Каталани была любимицей публики и золотой молодёжи, представители которой не раз устраивали скандальные выходки в защиту «обижаемых», как им казалось, итальянских звёзд.
Вероятно, в какой-то момент для балерины устройство личной жизни стало важнее сцены: 1 февраля 1813 года в издании «Сатирист, или Ежемесячный метеор» критик отметил, что «в балете „Зелиса“ мисс Лупино умело спасла роль, поникшую из-за дезертирства Анджолини, которая, заручившись высоким покровительством, как будто не слишком заботится о театральном ангажементе»:326.
3 февраля того же года критиком газеты «Таймс» было замечено, что новая балерина уступает Анджолини в «грациозной лёгкости и оживлённости танца».

## Репертуар
- 14 февраля 1809 — «Дон Кихот», хореограф Джеймс Д'Эгвиль, музыка Фредерика Венюа (партнёр — Арман Вестрис)
- 1812 — Зелиса, «Зелиса, или Лес приключений», хореограф Шарль Дидло, музыка Фредерика Венюа (Альсиндор — Арман Вестрис, Сильфида — Роз Дидло)